# Stadion am Bruchweg
A Stadion am Bruchweg egy labdarúgó-aréna, melyet az FSV Mainz 05 használt 2011-ig, a Coface Arena megnyitásáig.
Megnyílt 1929-ben, azóta többször is felújították. Az FSV Mainz 05 tulajdonában van. Összesen 20300 szurkoló foglalhat helyet. A stadion pályája fűtött, a lelátók teljesen fedettek. A pályán világítás van.

## Az épület
A stadion hat külön tribünből áll:
- Entega Tribün

- Orgentec Tribün

- Lotto Rheinland-Pfalz-Tribün

- BKM Bausparkasse Mainz Észak-állvány

- Molitor állványok

## Fordítás
Ez a szócikk részben vagy egészben  a   Stadion am Bruchweg című német Wikipédia-szócikk fordításán alapul.  Az eredeti cikk szerkesztőit annak laptörténete sorolja fel. Ez a jelzés csupán a megfogalmazás eredetét és a szerzői jogokat jelzi, nem szolgál a cikkben szereplő információk forrásmegjelöléseként.